# Rheinische Zeitung

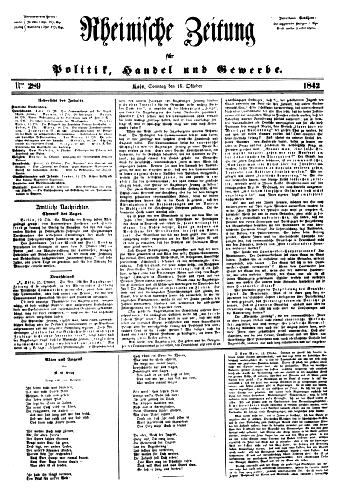
Rheinische Zeitung

Die Rheinische Zeitung für Politik, Handel und Gewerbe wurde am 1. Januar 1842 in Köln, Preußen, gegründet und zum 31. März 1843 durch die staatlichen Behörden verboten. Vorgängerin war die Rheinische Allgemeine Zeitung (gegründet 1840), Nachfolgerin in den Jahren 1848 und 1849 die Neue Rheinische Zeitung.

## Vorgeschichte
„In ihrem Ursprunge war [die Rheinische Zeitung] kein Oppositions-, eher ein Regierungsblatt. Seit den Kölner Bischofswirren der dreißiger Jahre vertrat die ‚Kölnische Zeitung‘ mit achttausend Abonnenten die Ansprüche der ultramontanen Partei, die am Rhein übermächtig war und der Gendarmenpolitik der Regierung viel zu schaffen machte. (…) Das Monopol der ‚Kölnischen Zeitung‘ war so stark, daß es ihrem Besitzer regelmäßig gelang, alle auftauchenden Konkurrenzblätter durch Ankauf zu beseitigen, auch wenn sie von Berlin her gefördert wurden. Dasselbe Schicksal drohte der ‚Rheinischen Allgemeinen Zeitung‘, die im Dezember 1839 von den Zensurministern die damals notwendige Konzession erhalten hatte, eben um die Alleinherrschaft der ‚Kölnischen Zeitung‘ zu brechen. Jedoch im letzten Augenblick tat sich eine Gesellschaft wohlhabender Bürger zusammen, um ein Kapital auf Aktien zur gründlichen Umgestaltung des Blattes aufzubringen. Die Regierung begünstigte das Vorhaben und ließ provisorisch für die nunmehrige ‚Rheinische Zeitung‘ die Konzession gelten, die sie ihrer Vorläuferin erteilt hatte.“

Als Fortsetzung der Rheinischen Allgemeinen Zeitung erschien am 1. Januar 1842 die erste Ausgabe der Rheinischen Zeitung für Politik, Handel und Gewerbe. Der Herausgeber war der Kölner Buchhändler Joseph Engelbert Renard (1802–1863), während der Redakteur und Herausgeber der Rheinischen Allgemeinen Zeitung, der Arzt und Journalist Bernhard Rave (1801–1889), für die neuen Geldgeber der Zeitung nur wegen seiner wertvollen Konzession interessant war. Sie nahmen ihn in die Redaktion auf, damit bei der Regierung der Schein einer ihr gegenüber freundlich eingestellten Zeitung gewahrt blieb.

## Die Rheinische Zeitung
Die Rheinische Zeitung (RZ) war eine pro-demokratische, reformistische Publikation der aufkommenden oppositionellen rheinischen Bourgeoisie gegenüber dem preußischen Absolutismus, speziell als Alternative zu der einflussreichsten Kölnischen Zeitung gedacht. Unter anderen von Gustav von Mevissen und Ludolf Camphausen finanziert, wurde die RZ zu Beginn inhaltlich von den Junghegelianern nahestehenden Persönlichkeiten wie Moses Hess, Georg Jung, Dagobert Oppenheim, Adolf Friedrich Rutenberg und dem Pädagogen Karl Moritz Fleischer bestimmt.

### Karl Marx und Friedrich Engels
Karl Marx erhielt 1841 eine Einladung, für die RZ tätig zu werden, die zu dieser Zeit noch nicht publizierte. Ein Angebot, dem Marx gerne nachkam. Wollte er ursprünglich Ende März 1842 von Trier nach Köln übersiedeln, zog er schließlich doch zuerst nach Bonn und begann dort für die RZ zu schreiben. Am 5. Mai 1842 wird sein erster Nachrichtenartikel für die Rheinische Zeitung veröffentlicht, der erste Bericht seiner Artikelserie Debatten über Preßfreiheit und Publikation der Landständischen Verhandlungen. In diesen Artikeln kritisierte Marx die Reden der Landtagsabgeordneten zum Thema Pressefreiheit. Er zitiert zum Beispiel einen Redner aus dem Fürstenstand, der die Meinung vertrat, die Zensur sei ein geringeres Übel als der Unfug der Presse. Marx betrachtete das anders: „Ein Volk, welches (…) das Recht, die Wahrheit zu denken und auszusprechen, den Hofnarren vindiziert, kann nur ein Volk der Abhängigkeit und der Selbstlosigkeit sein.“ In langen Artikeln propagierte der noch junge Marx die Pressefreiheit und kritisierte dabei auch die Reden der Verteidiger dieser Freiheit scharf. Marx zitierte einen solchen Redner, der die Pressefreiheit der Gewerbefreiheit zuordnen wollte. Darauf entgegnet Marx, dass dies zwei unterschiedliche Arten von Freiheit seien, die nicht einander untergeordnet werden könnten, sonst würde man „die Pressefreiheit (…) verteidigen, indem man sie vor der Verteidigung totschlägt.“ Aus diesem Artikel stammt auch Marx’ berühmtes Zitat: „Die erste Freiheit der Presse besteht darin, kein Gewerbe zu sein.“ Diese Gedanken hatten 1842 aber noch nicht die Bedeutung von heute, denn die Freiheit der Presse existierte noch nicht.
Im Herbst 1842 zog Marx nach Köln und übernahm am 15. Oktober 1842 die Redaktionsleitung. Alle Beiträge von ihm, wie auch der übrigen Mitarbeiter, erschienen anonym, und es gelang ihm auch bis zum Untergang der Zeitung, seine Tätigkeit als Redaktor geheim zu halten. Unter Marxens Chefredaktion formulierte die RZ schnell radikale, revolutionäre demokratische Ideen. Sie wurde eines der wichtigsten Sprachrohre der demokratischen Bewegung in Deutschland.
Am 16. November 1842, auf dem Weg nach England, besuchte Friedrich Engels das Büro der Rheinischen Zeitung, wo er das erste Mal den neuen Redakteur und späteren engen Arbeitspartner und Freund Marx traf. Aus Manchester, wo Engels in der Firma seines Vaters (Ermen & Engels) arbeitete, sandte er mehrere Artikel über die englische Innenpolitik und ökonomische Fragen, darunter einen Artikel (20. Dezember 1842) mit der Überschrift Die Lage der arbeitenden Klasse in England.

### Zensur

Der gefesselte Prometheus – Karikatur auf das Verbot der Rheinischen Zeitung im Jahr 1843

Die Rheinische Zeitung erschien nur mit einer provisorischen Erlaubnis von Ernst von Bodelschwingh, dem Oberpräsidenten der Rheinprovinz. Als die Regierung nach wenigen Ausgaben misstrauisch wurde, schickten die drei Berliner Zensurminister ihre schon verfasste definitive Bewilligung doch nicht ab. Eineinhalb Monate nach Erscheinen der Erstausgabe vermutete die Regierung zu Recht, dass die wichtigen Positionen der Rheinischen Zeitung nur formell durch Personen mit gutem politischem Leumund besetzt waren, in Wirklichkeit aber Junghegelianer die Fäden der Zeitung in den Händen hielten. Deshalb verlangten die Zensurminister ein Verbot der Zeitung. Von Bodelschwingh lehnte das jedoch ab, da er auf die angesehenen Aktionäre der Zeitung Rücksicht nehmen wollte und davon ausging, dass ein Verbot zu viel Missstimmung im Land verbreiten würde. Die politische Linie der Zeitung bereitete ihm aber auch Sorgen, weshalb er die Redaktion verwarnte und einen neuen Lokalzensor anstellte, der eine verschärfte Zensur ausüben sollte.
Der Rheinischen Zeitung wurde vorgeworfen, sie wolle das Christentum durch die Philosophie ersetzen, verbreite die verderblichen konstitutionellen Grundsätze der Franzosen und richte sich gegen die Monarchie. Mit Artikeln über Pressefreiheit, die Holzdiebstahlgesetze, aber vor allem auch mit Berichten über das Schicksal der Moselbauern, geriet die RZ zunehmend in Konflikt mit der politischen Führung der Rheinprovinz. Eine doppelte Zensur wurde verhängt und Druck auf die Aktionärsschichten der Zeitung ausgeübt.
Mit der Rheinischen Zeitung hatten es die Zensoren besonders schwer, denn deren Journalisten waren sprachlich und juristisch sehr geschickt, ihre Botschaft in scheinbar harmlosen Texten zu verstecken. Die Leser waren wegen der strengen Zensur gewohnt, zwischen den Zeilen zu lesen. Manchmal fiel der gesamte Inlandteil der Zensur zum Opfer. So stand der Französische Artikel (der Anfang des Auslandteils) an erster Stelle und es musste zu einem Druck mit größerem Zeilenabstand gegriffen werden. Das behagte der Regierung nicht immer, weil die Gewalt der Zensur auch nicht zu offensichtlich sein durfte. Der Zensor Saint-Paul, der während der letzten zwei Monate für die Rheinische Zeitung zuständig war, praktizierte nach eigenen Angaben eine besondere Art der Zensur: Damit sich die Zeitung selber unbeliebt machen würde, verschonte er wissenschaftlich komplizierte Abhandlungen und Kritik an den Katholiken und an anderen Zeitungen von seiner Zensur.
Im August 1842 hoffte die Regierung, die Rheinische Zeitung würde bald eingehen, denn sie wies eine Auflage von nur 885 Exemplaren auf, während die Kölnische Zeitung eine Auflage von 8300 Stück zählte. Der Rheinischen Zeitung gelang eine damals in Deutschland beispiellose Auflagensteigerung: Im Januar 1843 zählte sie 3400 Abonnenten. Anfangs nahm die Regierung an, die Zeitung würde nur von einer kleinen Anzahl Gebildeter gelesen, und verbot sie dann wegen dieser beachtlichen Größe und wegen der Unmöglichkeit, die Zeitung durch Zensur zu mäßigen. Zum Verbot trugen auch gerade erschienene Berichte über die Notlage der Moselbauern bei. Mit Rücksicht auf die angesehenen Aktionäre der Zeitung wurde sie erst ab dem 1. April 1843 verboten, obwohl der Beschluss schon länger feststand. Marx verließ die Zeitung am 17. März 1843. Dass die Zeitung nur mit einer provisorischen Erlaubnis erschienen war, erleichterte es der Regierung, die Zeitung zu verbieten. Gegen das Verbot wurden vergebens einige Petitionen nach Berlin geschickt, wobei diejenige aus Köln 911 Unterschriften zählte.
Die gesetzliche Grundlage der Zensur bildeten die Karlsbader Beschlüsse von 1819, die die Vorzensur festlegten, um so über „vorbeugende Massnahmen gegen den Missbrauch der Presse“ zu verfügen. Die Rheinische Zeitung profitierte von der Zensurinstruktion vom 24. Dezember 1841, die während zweier Jahre die Zensur leicht lockerte.

### Bedeutende Mitarbeiter der Rheinischen Zeitung
- Berthold Auerbach
- Bruno Bauer
- Edgar Bauer
- Karl Heinrich Brüggemann
- Friedrich Wilhelm Carové
- Franz Dingelstedt
- Moritz Fleischer
- Julius Fröbel
- Karl Heinzen
- Georg Herwegh
- Moses Hess
- August Heinrich Hoffmann von Fallersleben
- Karl Friedrich Köppen
- Eduard Meyen
- Wolfgang Müller von Königswinter
- Carl Nauwerck
- Robert Prutz
- Hermann Püttmann
- Adolf Friedrich Rutenberg
- Karl Theodor Seydel
- Hermann Müller-Strübing
- Sebastian Seiler
- Adolf Stahr
- Max Stirner

## Nach dem Ende
Die Neue Rheinische Zeitung (NRhZ) wurde von Karl Marx in den Jahren 1848 und 1849 in Köln herausgegeben und stellt die Neuauflage der Rh. Z. dar.
1851 plante der nun in London lebende Marx, eine Auswahl von seinen Artikeln mit Anmerkungen aus der Rh. Z. in Köln zu publizieren, was nur partiell gelang. Marx’ Anmerkungen zu diesen Artikeln in der Rh. Z. wurden über ein Jahrhundert später in der Kölner Universitätsbibliothek wieder aufgefunden und in der MEGA, Abteilung I, Band 1, Berlin 1975 veröffentlicht.

## Zitat
„Glauben Sie übrigens nicht, daß wir am Rhein in einem politischen Eldorado leben. Es gehört die konsequenteste Zähigkeit dazu, um eine Zeitung wie die ›Rheinische‹ durchzuschlagen.“

### Artikel
- Artikel aus der Rheinischen Zeitung (englisch)
- Artikel zu: Das Holzdiebstahlsgesetz
- Artikel zu: Debatten über Preßfreiheit und Publikation der Landständischen Verhandlungen
- Artikel zu: Rechtfertigung des ++-Korrespondenten von der Mosel
- Artikel zu: Das Verbot der »Leipziger Allgemeinen Zeitung«
- Artikel: Der Ehescheidungsgesetzentwurf